# Biemna tetraphis
Biemna tetraphis är en svampdjursart som beskrevs av Tanita och Kazuo Hoshino 1989. Biemna tetraphis ingår i släktet Biemna och familjen Desmacellidae.
Artens utbredningsområde är havet kring Japan. Inga underarter finns listade i Catalogue of Life.